# Biuletyn Informacyjny KSS „KOR”
Biuletyn Informacyjny „KOR” (w okresie wrzesień 1976 – wrzesień 1977), później Biuletyn Informacyjny KSS „KOR” (w okresie październik 1977–1980) (podtytuł: Aktualności życia publicznego) – miesięcznik opozycji demokratycznej w czasach PRL, redagowany przez członków i współpracowników KOR, później KSS „KOR”.

## Redakcja
Pierwszą redakcję Biuletynu Informacyjnego stanowili:
- Seweryn Blumsztajn[2]
- Antoni Libera
- Jan Lityński
- Joanna Szczęsna
- Adam Wojciechowski, który odszedł jesienią tego roku z redakcji.

Później dołączyli m.in.:
- Stanisław Barańczak
- Przemysław Cieślak[3]
- Eugeniusz Kloc (dołączył w lecie 1978)[3]
- Anka Kowalska[3]
- Jan Józef Lipski
- Jan Tomasz Lipski
- Adam Michnik
- Janusz Przewłocki – prowadził w BI rubrykę „Kościół i wierni”[3]
- Elżbieta Regulska[3]
- Zofia Romaszewska – prowadziła w BI dział „Praworządność”
- Jan Strękowski[3]
- Jan Walc[3]
- Henryk Wujec.

Ponadto współpracowali z Biuletynem Informacyjnym lub pisali do niego m.in.:
- Ryszard Bugaj
- Waldemar Kuczyński[4]
- Antoni Pawlak[5]
- Zbigniew Romaszewski
- Romuald Szeremietiew
- Piotr Wierzbicki – publikował humoreski z cyklu „Listy do Najlepszych”[6]
- Mirosław Witkowski
- Jerzy Zieleński – po raz pierwszy opublikował nazwisko Lecha Wałęsy w reportażu z Gdańska[7].

Redakcja BI spotykała się w mieszkaniach członków KOR, m.in.:
- w mieszkaniu Anieli Steinsbergowej w Warszawie, przy ul. Boya-Żeleńskiego 4a[8]
- w mieszkaniu Henryka i Ludwiki Wujców[9] na Stegnach w Warszawie.

## Tematyka i linia polityczna
BI publikował Komunikaty „KOR” później KSS „KOR” oraz inne informacje i artykuły publicystyczne. Skupiał osoby o poglądach bliskich grupie Adama Michnika, ale publikowały w nim również osoby o zupełnie innych poglądach. W ciągu 1979 roku działalność publicystyczna środowiska KSS „KOR” skupiała się wokół Głosu (Antoni Macierewicz, Piotr Naimski, Ludwik Dorn, Urszula Doroszewska) i właśnie Biuletynu.

## Druk
Pierwsze numery były przepisywane na maszynach do pisania. Typowo na cienkiej, zielonej lub niebieskiej przebitce kopiowano BI w 5–7, a nawet 12 egzemplarzach. Wśród przepisujących byli m.in. Tomasz Chlebowski, Stanisław Falkowski, Janusz Przewłocki, Magdalena Sroczyńska-Kożuchowska i Andrzej Kożuchowski, Roman Stachyra, Jan Środoń i setki innych osób. Od lutego 1977 roku rozpoczęto druk na powielaczach. Przejście na druk nie było łatwą decyzją. Druk był już zdecydowanie nielegalną działalnością, w odróżnieniu od przepisywania na maszynie, którą każdy mógł posiadać. Od tego roku druk BI prowadziła Niezależna Oficyna Wydawnicza. Jak wspomina Konrad Bieliński, który organizował druk BI, na jeden numer BI szło 500 ryz papieru.
Do drukarzy BI należeli m.in. Konrad Bieliński, Mirosław Chojecki, Jerzy Geresz, Janusz Krupski, Wojciech Onyszkiewicz, Zenon Pałka, Bogdan Pigłowski, Antoni Roszak, Arkadiusz Rybicki, Jan Walc.
Lokale, w których drukowano BI, zmieniano co kilka miesięcy. Drukowano m.in.:
- przy ul. Okrzei w Warszawie[16]
- w mieszkaniu matki Bogdana Pigłowskiego przy ul. Grójeckiej
- w starej willi w Konstancinie
- w domu w Wilanowie
- w piwnicy domu Jana Walca
- w mieszkaniu Bogusławy Blajfer.

## Dystrybucja
Nakład BI wynosił do 5 tysięcy egzemplarzy. Poszczególne kartki BI były wywożone z drukarni do kilku miejsc, w których składano egzemplarze i zszywano je. Wspomina Witold Łuczywo:

Z wynoszeniem nakładu z drukarni były największe kłopoty: nieść na kilka razy w plecakach czy na jeden raz w ogromnym marynarskim worze. Drukowaliśmy wtedy przy ul. Okrzei, w starej kamienicy z przechodnim podwórkiem. Na podwórku była kapliczka Matki Boskiej, a pod nią każdego dnia prascy pijaczkowie popijali wódkę. Baliśmy się, że nas zakapują, więc postanowiliśmy za każdym razem wynosić nakład naraz, choć ważył pewnie z 80 kilogramów. Niesiemy więc ten marynarski worek, a jeden menel do drugiego: „Patrz, chłopaki znów trupa wynoszą”. Ale nas nie zakapowali.

Jak wspomina Seweryn Blumsztajn: 

Najgorsze było rozwożenie wydrukowanego już nakładu. Samochód z załadowanym bagażnikiem i tylnym siedzeniem miał wyraźnie podniesione przednie światła i każde spotkanie patrolu milicji mogło oznaczać koniec zabawy. (…) Do „malucha” mieściło się do 100 ryz, do dużego fiata ok. 120. Tylko tych większych samochodów było mało. Nakład „Biuletynu” to ok. 5 tys. egz., objętość – czterdzieści kilka kartek obustronnie zadrukowanych. Do rozwiezienia na kilka adresów, gdzie „BI” składano i spinano, było ok. 500 ryz.

Przeważnie cały nakład BI rozwożono do ok. 5 mieszkań. Do jednego mieszkania przywożono 500–1000 egzemplarzy. Składano BI m.in. w:
- mieszkaniu Andrzeja Ananicza
- mieszkaniu Michała i Elżbiety Nekanda-Trepków przy ul. Capri w Warszawie[17]
- mieszkaniu Bogdana i Zofii Pigłowskich
- domu Anny Piskorskiej-Chlebowskiej na Osiedlu „Przyjaźń” w Warszawie.

Wśród członków ekip składających byli mieszkańcy ww. mieszkań oraz m.in.: Alina Cała, Marek Chimiak, Weronika Chlebowska, Tomasz Chlebowski, Barbara Felicka, Elżbieta Regulska-Chlebowska. Następnie gotowe kopie BI wywożono do punktów dystrybucyjnych, skąd pobierali je łącznicy i kolporterzy. Było ich – na wszystkich szczeblach dystrybucji – około tysiąca.

## Dodatkowe informacje i ciekawostki
W okresie wydawania ukazało się 41 numerów BI. W poszczególnych latach:
- 1976: 1–3
- 1977: 4–16 (13 numerów)
- 1978: 17–25 (9 numerów)
- 1979: 26/27–34 (9 numerów)
- 1980: 35–41 (7 numerów)

W 1978 r. ukazał się „Szlaban” – dodatek ilustrowany do Biuletynu Informacyjnego pod redakcją w składzie: Seweryn Blumsztajn, Eugeniusz Kloc, Anka Kowalska, Joanna Szczęsna.
Ostatni numer 41 (7. w roku 1980) miał datę październik–listopad 1980 roku. Liczył 82 strony.
Z okazji zamknięcia wydawania BI wydano wielkie przyjęcie w mieszkaniu Elżbiety Regulskiej 23 maja 1981 roku, na którym byli m.in.: Seweryn Blumsztajn, Erazm Ciołek, Mieczysław Grudziński, Katarzyna Karpińska, Jan Tomasz Lipski, Wojciech Ostrowski, Janusz Przewłocki, Elżbieta Regulska, Jan Strękowski, Joanna Szczęsna, Jan Walc, Andrzej Zozula i Maria Zozula.